# Zahnärztlicher Bezirksverband
Der Zahnärztliche Bezirksverband (ZBV) ist die offizielle Bezeichnung für die acht „regionalen Zahnärztekammern“ in Bayern, die allesamt Körperschaften des öffentlichen Rechts (K.d.ö.R.) sind. Sie sind unter dem Dach der Bayerischen Landeszahnärztekammer (BLZK), die ebenfalls eine K.d.ö.R. ist, vereinigt. Jeder Zahnärztliche Bezirksverband untersteht der Rechtsaufsicht der zuständigen Bezirksregierung und derjenigen der BLZK. Jeder Zahnarzt in Bayern ist Pflichtmitglied eines Zahnärztlichen Bezirksverbands, der das Zahnarztregister führt, für die Einhaltung der Berufsordnung zuständig ist, die Ausbildung der Zahnarzthelferinnen organisiert und die Zahnärzte vor Ort in allen Fragen der Berufsausübung unterstützt.
Diese Kammerstruktur mit Zahnärztlichen Bezirksverbänden gibt es in Deutschland nur in Bayern. In den übrigen Bundesländern gibt es entweder nur Landeszahnärztekammern oder wie in Baden-Württemberg oder Rheinland-Pfalz (auch offiziell so genannte) „Bezirkszahnärztekammern“ unter dem Dach der Landeszahnärztekammer Baden-Württemberg, bzw. der Landeszahnärztekammer Rheinland-Pfalz.

## Zahnärztliche Bezirksverbände
- Zahnärztlicher Bezirksverband München, Stadt und Land
- Zahnärztlicher Bezirksverband Oberbayern
- Zahnärztlicher Bezirksverband Schwaben
- Zahnärztlicher Bezirksverband Oberpfalz
- Zahnärztlicher Bezirksverband Niederbayern
- Zahnärztlicher Bezirksverband Oberfranken
- Zahnärztlicher Bezirksverband Mittelfranken
- Zahnärztlicher Bezirksverband Unterfranken[3]

## Organisation
Jeder Zahnärztlicher Bezirksverband besteht aus einem Vorstand, der alle vier Jahre entweder direkt von den Zahnärzten oder durch eine Delegiertenversammlung jeweils per Briefwahl gewählt wird. Ob eine Delegiertenwahl durchgeführt werden muss, hängt von der Mitgliederstärke ab. Ab 2000 Mitgliedern ist diese durch das Bayerische Heilberufekammergesetz vorgeschrieben. Für die laufende Amtsperiode (2014–2018) führten die Zahnärztlichen Bezirksverbände München, Oberbayern und Mittelfranken Delegiertenwahlen durch.
Die 1. Vorsitzenden aller Zahnärztlichen Bezirksverbände sind automatisch Mitglieder des Vorstands der Bayerischen Landeszahnärztekammer (BLZK).
In jedem Zahnärztlichen Bezirksverband werden – ebenso alle vier Jahre – Delegiertenwahlen zur Bayerischen Landeszahnärztekammer durchgeführt. Jeder ZBV ist damit proportional zu seiner Mitgliederstärke in der Delegiertenversammlung der BLZK, dem höchsten Gremium der Zahnärztekammer, repräsentiert.
Die Zahnärztlichen Bezirksverbände München, Niederbayern, Unterfranken und (in Koalition) in Oberbayern stehen standespolitisch unter der Führung des Berufsverbands Zukunft Zahnärzte Bayern (ZZB). Die Zahnärztlichen Bezirksverbände Oberpfalz, Oberfranken, Mittelfranken und Schwaben stehen standespolitisch unter der Führung des Freien Verbands Deutscher Zahnärzte (FVDZ).